# Bourguignons

Bourguignons este o comună în departamentul Aube din nord-estul Franței. În 1 ianuarie 2022 avea o populație de 252 de locuitori.